# Folketingswahl 1915
- Social.: 32
- Rad. V.: 30
- Sonst.: 1
- Venstre: 43
- Højre: 8

Die Folketingswahl 1915 war am 7. Mai die 31. Wahl zum Folketing, der zweiten Kammer des dänischen Parlaments. Aufgrund des Ersten Weltkriegs wurde in den meisten Wahlkreisen auf Wahlkämpfe verzichtet und keine Gegenkandidatur zum Amtsinhaber aufgestellt. Man spricht daher auch von einer Friedenswahl. Einzig auf den Färöern unterlag der Amtsinhaber von der Venstre seinem parteilosen Herausforderer. Die Regierung Zahle II wurde entsprechend ohne Veränderung weitergeführt.

## Wahlmodus
Wahlberechtigt zur Folketingswahl waren dänische Männer, die das 30. Lebensjahr vollendet hatten und über einen eigenen Wohnbesitz in Dänemark verfügten. Ausgeschlossen waren jedoch Personen, die in der Vergangenheit Armutshilfe erhielten und diese noch nicht zurückzahlten oder unter Vormundschaft standen. Unter diesen Voraussetzungen waren 508.785 Dänen wahlberechtigt. Die 114 Sitze des Folketings wurden über ebenso viele Wahlkreise nach Mehrheitswahlrecht vergeben.

## Wahlergebnisse
Nur in zehn von 114 Wahlkreisen wurde überhaupt eine Wahl durchgeführt, wobei nur in fünf tatsächlich ein Gegenkandidat aufgestellt wurde. In den anderen fünf Wahlkreisen war hingegen nur eine Ablehnung des einzigen Kandidaten möglich gewesen. In neun von zehn Wahlkreisen wurde der Amtsinhaber bestätigt, einzig auf den Färöern unterlag Andrass Samuelsen dem Herausforderer Mortensen.
| Wahlkreis                     | Option                              | Stimmen |
| ----------------------------- | ----------------------------------- | ------- |
| Københavns Amts, 7. Wahlkreis | Niels Frederiksen (R)               | 677     |
| Københavns Amts, 7. Wahlkreis | Nein-Stimmen                        | 77      |
| Holbæk Amts, 3. Wahlkreis     | Søren Svendsen (V)                  | 988     |
| Holbæk Amts, 3. Wahlkreis     | Nein-Stimmen                        | 97      |
| Præstø Amts, 2. Wahlkreis     | Thorvald Stauning (S)               | 1.134   |
| Præstø Amts, 2. Wahlkreis     | Nein-Stimmen                        | 733     |
| Svendborgs Amts, 3. Wahlkreis | W. Neergaard (H)                    | 1.278   |
| Svendborgs Amts, 3. Wahlkreis | N. Elgaard (V)                      | 1.252   |
| Thisted Amts, 2. Wahlkreis    | J. Munk-Poulsen (V)                 | 1.263   |
| Thisted Amts, 2. Wahlkreis    | Frokjær (H)                         | 923     |
| Thisted Amts, 3. Wahlkreis    | A. K. Kierkegaard (V)               | 1.237   |
| Thisted Amts, 3. Wahlkreis    | Johan Knudsen (H)                   | 779     |
| Aalborg Amts, 3. Wahlkreis    | Niels Gjerding (V)                  | 676     |
| Aalborg Amts, 3. Wahlkreis    | Nein-Stimmen                        | 406     |
| Randers Amts, 3. Wahlkreis    | G. M. Jensen (V)                    | 1.229   |
| Randers Amts, 3. Wahlkreis    | P. Bjerre (V)                       | 567     |
| Vejle Amts, 4. Wahlkreis      | N. Chr. Jensen (V)                  | 869     |
| Vejle Amts, 4. Wahlkreis      | Nein-Stimmen                        | 47      |
| Færø Amts (12. Mai 1915)      | Edward Esbern Mortensen (parteilos) | 759     |
| Færø Amts (12. Mai 1915)      | Andrass Samuelsen (V)               | 667     |